# Leycesterie
Leycesterie (Leycesteria) je rod rostlin z čeledi zimolezovité. Jsou to opadavé keře s jednoduchými vstřícnými listy a nápadnými klasovitými květenstvími. Plodem je bobule. Rod zahrnuje 8 druhů a je rozšířen v Asii v oblasti Himálaje a jižní Číny. Nejznámějším druhem je leycesterie krásná, která je pěstována jako efektně kvetoucí okrasný keř a lze se s ní setkat i v České republice.

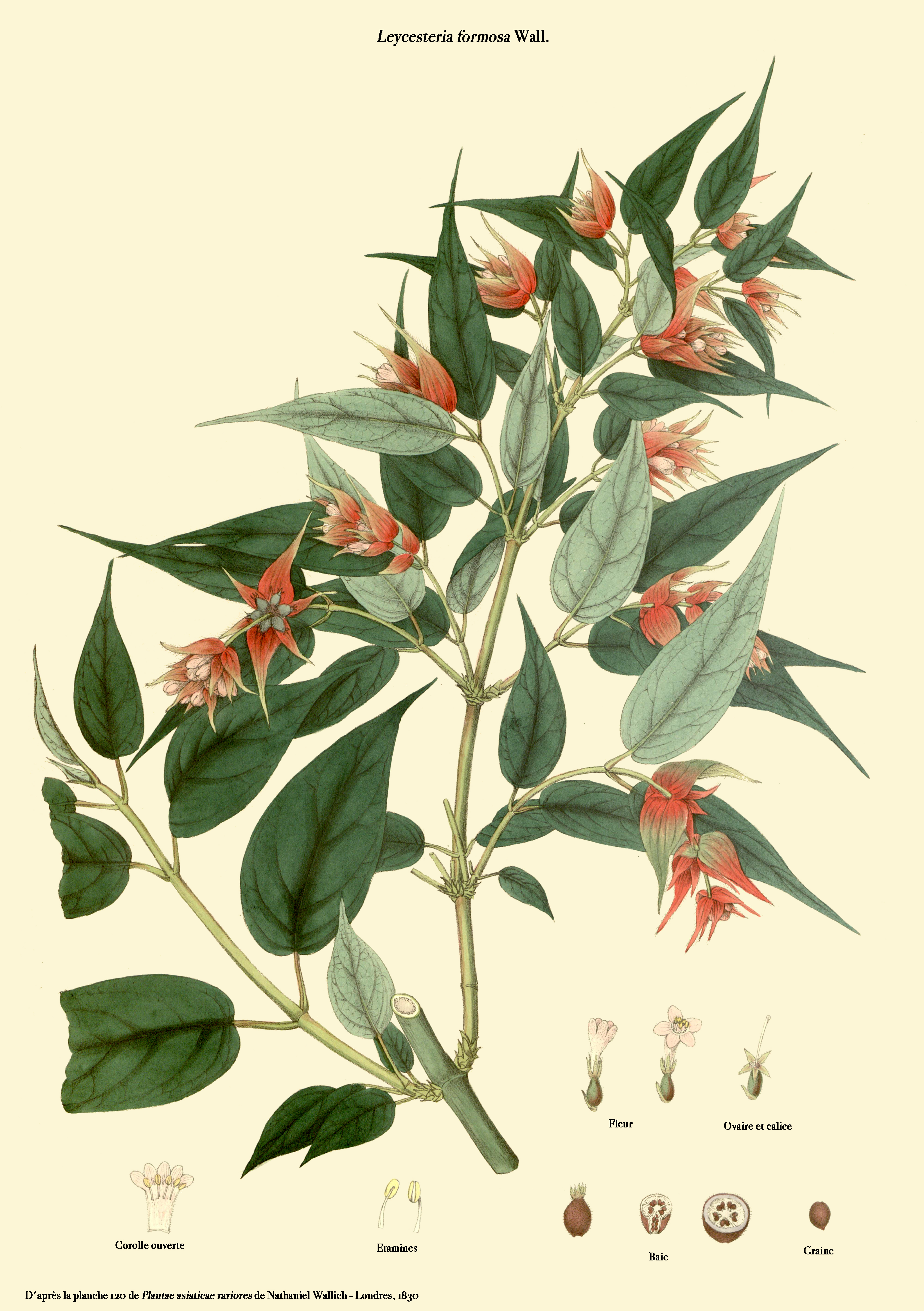
Ilustrace leycesterie krásné z roku 1830

## Popis
Leycesterie jsou opadavé keře s jednoduchými vstřícnými listy. Větévky jsou duté nebo s plnou dření. Čepele listů jsou celokrajné nebo na okraji pilovité. Palisty jsou přítomny nebo chybějí. Květy jsou uspořádány v šestičetných přeslenech skládajících vrcholové nebo postranní klasy. V květenství jsou často nápadné zákrovní listeny. Kalich je pětičetný. Koruna je bílá, růžová, purpurová nebo žlutooranžová, pravidelná, nálevkovitá, zakončená 5 laloky. Korunní trubka je na bázi vydutá. Tyčinek je 5. Semeník obsahuje 5 až 8 komůrek s mnoha vajíčky. Čnělka je dlouhá a tenká, zakončená štítnatou nebo hlavatou bliznou. Plodem je bobule nesoucí na vrcholu zbytky vytrvalého kalicha.

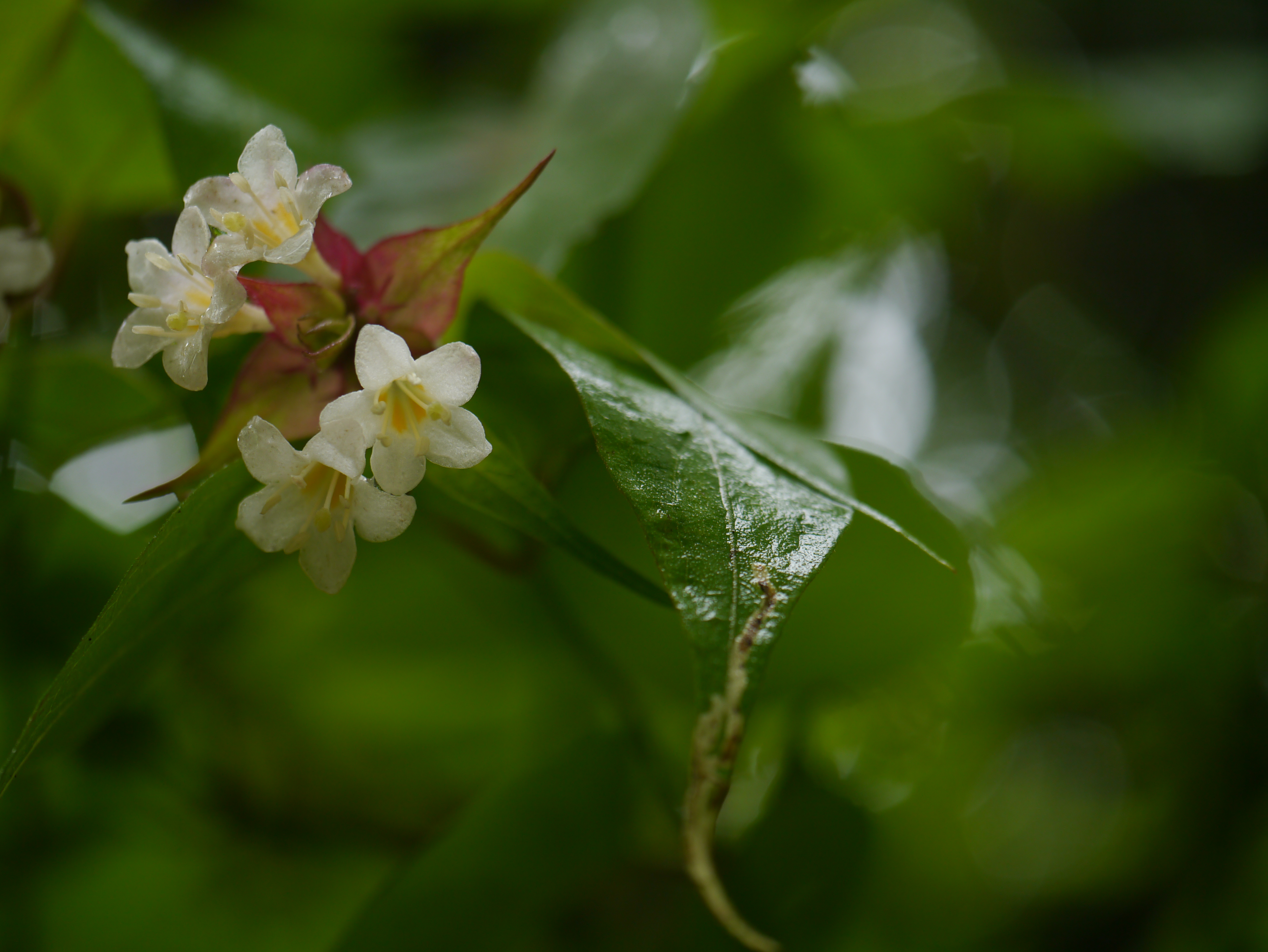
Květy leycesterie krásné
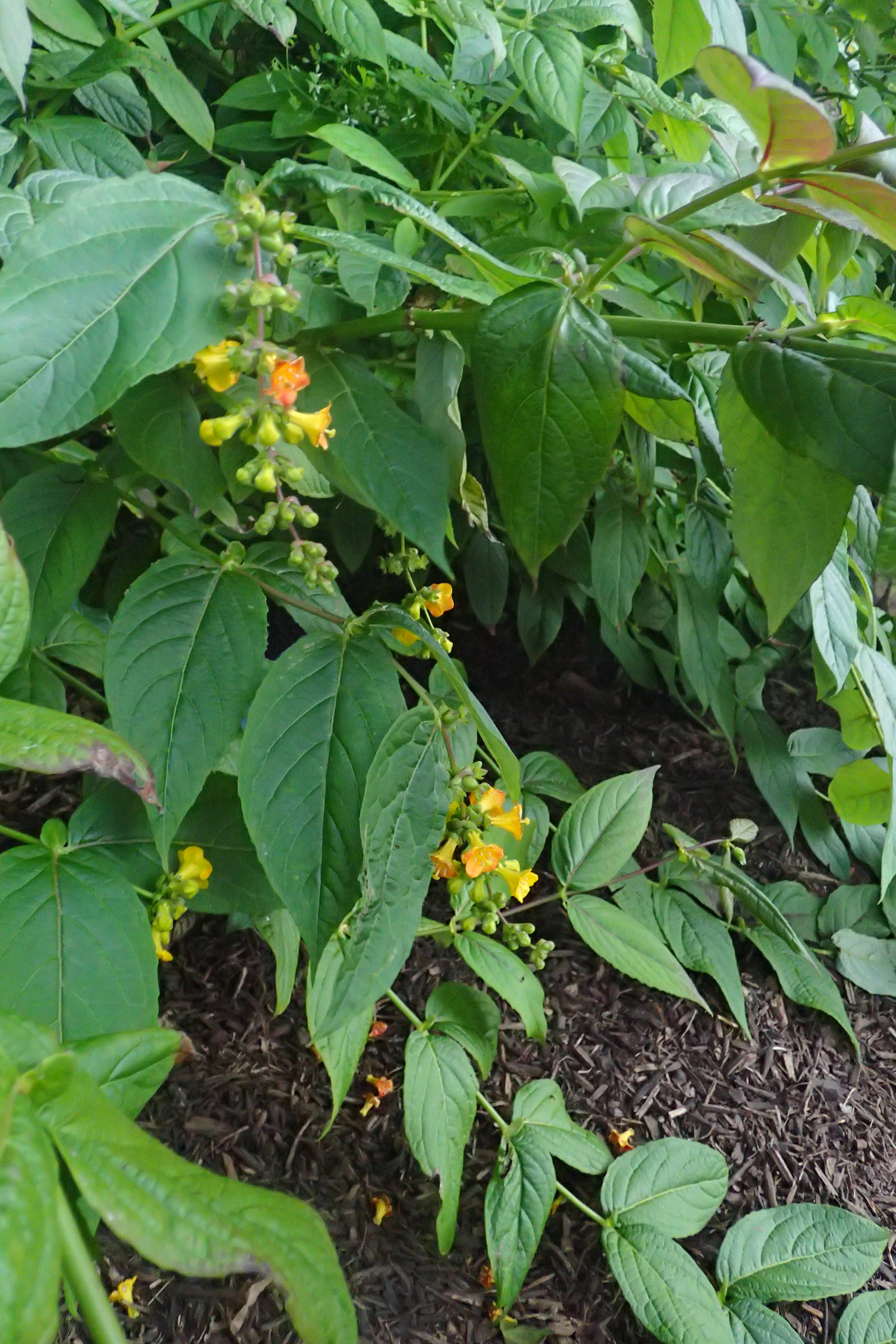
Žlutě kvetoucí L. crocothyrsos
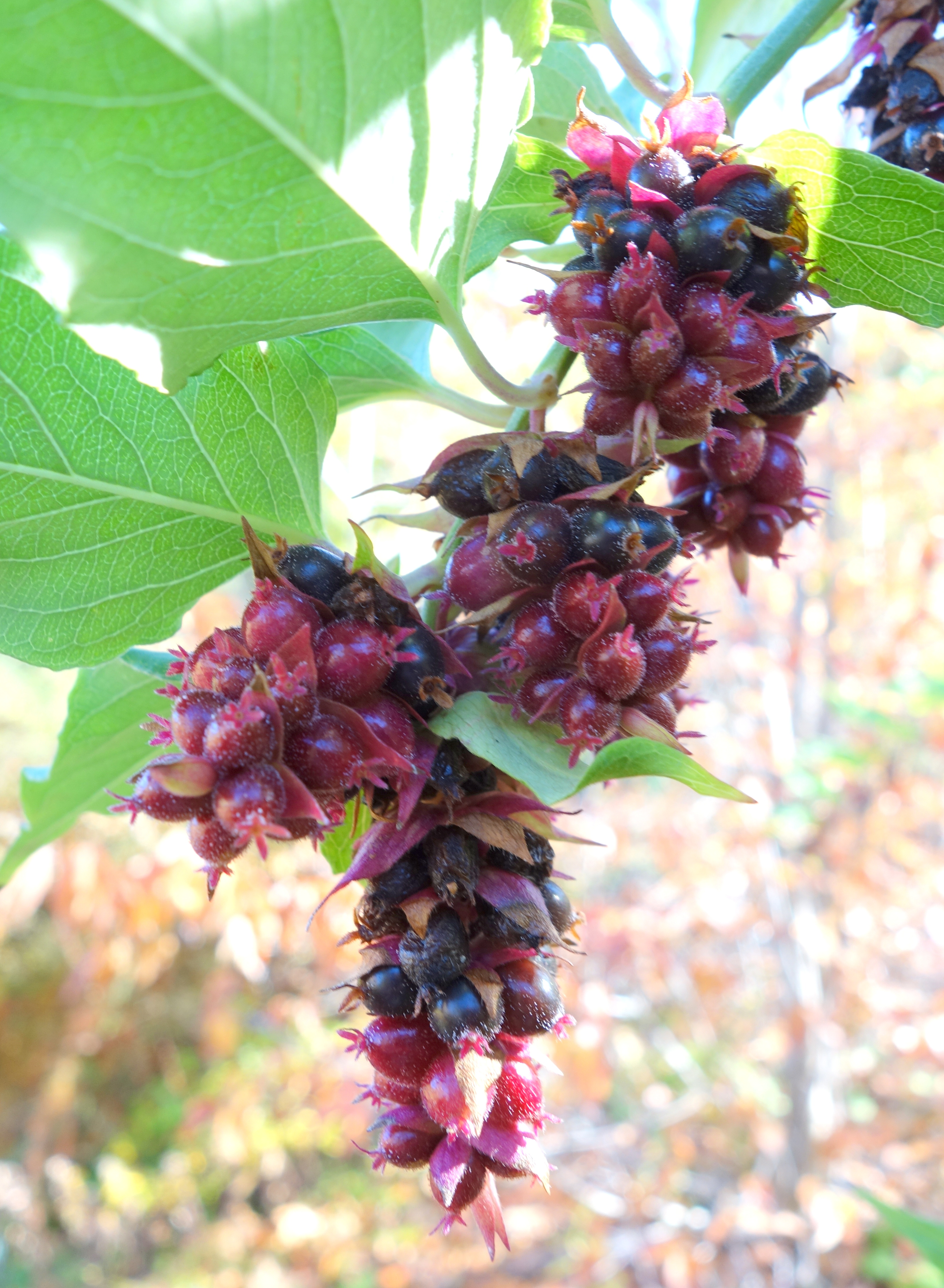
Plodenství leycesterie krásné

## Rozšíření
Rod leycesterie zahrnuje 8 druhů. Je rozšířen výhradně v Asii v oblasti Himálaje od Pákistánu až po Myanmar a v jižní Číně. Největší areál má leycesterie krásná, jejíž rozšíření se víceméně překrývá s areálem celého rodu. V Číně se vyskytují 4 druhy. Leycesterie krásná zde roste na západě provincií Kuej-čou, S’-čchuan a v Jün-nanu, ostatní druhy (jeden endemický) rostou pouze v Jün-nanu.

## Taxonomie
Rod Leycesteria je v současné taxonomii čeledi Caprifoliaceae řazen do podčeledi Caprifolioideae. Neblíže příbuzným rodem je podle výsledků molekulárních studií rod Symphoricarpos.

## Zástupci
- leycesterie krásná (Leycesteria formosa)[6]

## Význam
Leycesterie krásná je pěstována jako atraktivně kvetoucí keř. Vysazuje se nejčastěji jako solitéra. Vyžaduje teplé a světlé stanoviště a humózní, vlhkou půdu. Lze ji množit zelenými či dřevnatými řízky nebo výsevem semen.
V některých oblastech světa (např. v jižní Austrálii) je obtížnou a agresivně se šířící invazní rostlinou.